# Дё-Верж
Дё-Верж (фр. Deux-Verges, окс. Las Doas Verges) — коммуна во Франции, находится в регионе Овернь. Департамент — Канталь. Входит в состав кантона Шод-Эг. Округ коммуны — Сен-Флур.
Код INSEE коммуны — 15060.
Коммуна расположена приблизительно в 460 км к югу от Парижа, в 110 км южнее Клермон-Феррана, в 50 км к востоку от Орийака.

## Население
Население коммуны на 2008 год составляло 58 человек.
| 1962 | 1968 | 1975 | 1982 | 1990 | 1999 | 2008 |
| ---- | ---- | ---- | ---- | ---- | ---- | ---- |
| 74   | 63   | 64   | 69   | 59   | 61   | 58   |

## Администрация
| Период | Период | Фамилия          | Партия        | Примечания |
| ------ | ------ | ---------------- | ------------- | ---------- |
| 2001   | 2008   | Виталь Жандр     | Разные правые |            |
| 2008   |        | Жильбер Савайоль |               |            |

## Экономика

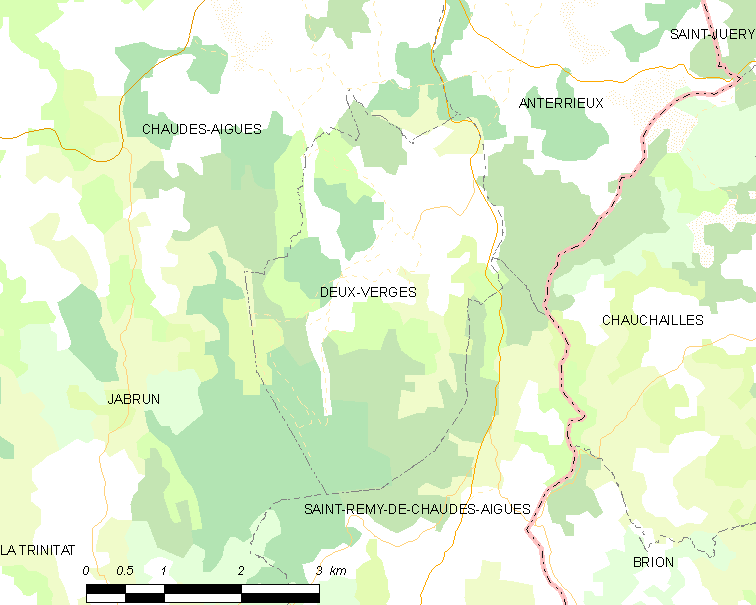
Карта коммуны

В 2007 году среди 43 человек в трудоспособном возрасте (15—64 лет) 33 были экономически активными, 10 — неактивными (показатель активности — 76,7 %, в 1999 году было 83,3 %). Из 33 активных работали 30 человек (16 мужчин и 14 женщин), безработных было 3 (1 мужчина и 2 женщины). Среди 10 неактивных 2 человека были учениками или студентами, 5 — пенсионерами, 3 были неактивными по другим причинам.